# Wiktor Kuczma
Wiktor Wołodymyrowycz Kuczma, ukr. Віктор Володимирович Кучма, ros. Виктор Владимирович Кучма, Wiktor Władimirowicz Kuczma (ur. 7 grudnia 1946, Ukraińska SRR) – ukraiński piłkarz, grający na pozycji pomocnika, trener piłkarski.

## Kariera piłkarska
W 1962 rozpoczął karierę piłkarską w drużynie Awanhard Kramatorsk. Potem występował w klubach Dniproweć Dnieprodzierżyńsk, Awanhard Wilnohirsk, Prometej Dnieprodzierżyńsk i Werchowyna Użhorod. W 1977 zakończył karierę piłkarza w Metałurhu Dnieprodzierżyńsk.

## Kariera trenerska
Karierę szkoleniowca rozpoczął po zakończeniu kariery piłkarza. W marcu 1988 został mianowany na stanowisko starszego trenera Metałurhu Dnieprodzierżyńsk, który prowadził do sierpnia 1988.